# K/BB
K/BB (SO/BB) (Strikeout to Walk ratio) とは、奪三振 (K:strikeout)と与四球 (BB:Base on Balls)の比率で、投手の制球力を示す指標の1つ。3.5を超えると優秀と言われる。
K/BB＝奪三振÷与四球

## 概要
奪三振と与四球は守備や球場の影響を受けないため、K/BBは運に左右されにくい投手の能力、特に制球力を表しているとされる。
好投手ならば一般的にK/BBが2.00を下回る事が少なく、優秀な投手は3.50を超える事が多い。
DIPSの評価において奪三振と与四球の損益分岐点はK/BB＝1.50なので、これを下回るとFIP等の指標が悪化しやすい。
一方で、K/BBには分母である与四球が少ないと極端な数字になりやすいという欠点がある。そこで、対戦打者のうち何%から三振を奪ったかを示すK%(奪三振÷対戦打者)と対戦打者のうち何%に四球を与えたかを示すBB%(与四球÷対戦打者)の差分を取ったK-BB%を使うことでこの欠点を補うことが可能である。実際、K-BB%はいかに打者を圧倒しているかを示す指標であり、また、K-BB%が優れている投手はそのパフォーマンスが継続する傾向にあり将来の活躍度合いを予測するためにも使えるとされる。

## メジャーリーグベースボール

### MLB通算記録
| 順位 | 選手名                   | K/BB  |
| ---- | ------------------------ | ----- |
| 1    | トミー・ボンド           | 5.04  |
| 2    | マックス・シャーザー     | 4.51  |
| 3    | カート・シリング         | 4.383 |
| 4    | クレイトン・カーショウ   | 4.378 |
| 5    | ペドロ・マルティネス     | 4.15  |
| 6    | ダン・ヘイレン           | 4.03  |
| 7    | クリフ・リー             | 3.93  |
| 8    | ザック・グレインキー     | 3.91  |
| 9    | ジム・ホイットニー       | 3.82  |
| 10   | マディソン・バムガーナー | 3.81  |

| 順位 | 選手名                     | K/BB  |
| ---- | -------------------------- | ----- |
| 11   | デビッド・プライス         | 3.69  |
| 12   | ジョン・リーバー           | 3.68  |
| 13   | ブレット・セイバーヘイゲン | 3.641 |
| 14   | モンテ・ウォード           | 3.636 |
| 15   | ジャスティン・バーランダー | 3.59  |
| 16   | マイク・ムッシーナ         | 3.583 |
| 17   | ロイ・ハラデイ             | 3.576 |
| 18   | ロイ・オズワルト           | 3.56  |
| 19   | ヨハン・サンタナ           | 3.51  |
| 20   | ジョージ・ブラッドリー     | 3.42  |

- 2000投球回以上が対象。記録は2024年シーズン終了時点[6]

### MLBシーズン記録
| 順位 | 選手名                     | 所属球団                                    | K/BB  | 記録年 | 備考           |
| ---- | -------------------------- | ------------------------------------------- | ----- | ------ | -------------- |
| 1    | フィル・ヒューズ           | ミネソタ・ツインズ                          | 11.63 | 2014年 | ア・リーグ記録 |
| 2    | ブレット・セイバーヘイゲン | ニューヨーク・メッツ                        | 11.00 | 1994年 | ナ・リーグ記録 |
| 3    | クリフ・リー               | シアトル・マリナーズ→テキサス・レンジャーズ | 10.28 | 2010年 | 左投手記録     |
| 4    | ジム・ホイットニー         | ボストン・ビーンイーターズ                  | 10.00 | 1884年 |                |
| 5    | ジム・ホイットニー         | ボストン・ビーンイーターズ                  | 9.86  | 1883年 |                |
| 6    | カート・シリング           | アリゾナ・ダイヤモンドバックス              | 9.58  | 2002年 |                |
| 7    | マルコ・ゴンザレス         | シアトル・マリナーズ                        | 9.14  | 2020年 |                |
| 8    | ジョージ・カービー         | シアトル・マリナーズ                        | 9.05  | 2023年 |                |
| 9    | ジョージ・ブラッドリー     | プロビデンス・グレイズ                      | 9.00  | 1880年 |                |
| 10   | ペドロ・マルティネス       | ボストン・レッドソックス                    | 8.88  | 2000年 |                |

- 規定投球回以上。記録は2024年終了時点[7]

#### 参考記録
| 順位 | 選手名                       | K/BB  |
| ---- | ---------------------------- | ----- |
| 1    | ジェイコブ・デグロム         | 5.41  |
| 2    | クリス・セール               | 5.31  |
| 3    | ジョシュ・トムリン           | 4.85  |
| 4    | 田中将大                     | 4.76  |
| 5    | コーリー・クルーバー         | 4.69  |
| 6    | ゲリット・コール             | 4.51  |
| 7    | スティーブン・ストラスバーグ | 4.373 |
| 8    | マイケル・ピネダ             | 4.371 |
| 9    | アーロン・ノラ               | 4.23  |
| 10   | ザック・エフリン             | 4.19  |

- 記録は2024年シーズン終了時点[8]